# Teresio Guglielmone
Teresio Guglielmone (Pinerolo, 24 giugno 1902 – Torino, 24 gennaio 1959) è stato un politico, imprenditore e banchiere italiano, eletto con la Democrazia Cristiana nella I, II e III legislatura al Senato. Presidente del Torino FC nella stagione 1955-1956, morì durante lo svolgimento del suo terzo mandato politico.

## Biografia
Industriale e banchiere, alla sua morte i suoi istituti finanziari vennero rilevati da Carlo Pesenti che creò l'Istituto Bancario Italiano.